# 天領日田資料館
天領日田資料館（てんりょうひたしりょうかん）は、大分県日田市豆田御幸通り草野本家隣にある歴史資料館である。豆田地区町並み保存運動の拠点として設立された。主に日田の江戸期民俗文化及び天領に関する展示をおこなっている。1988年（昭和63年）7月2日開館。

## 展示物
広瀬淡窓や平野五岳などの文人詩人の書画、古文書、古地図、日田陣屋絵図などが展示されている。また、日田市内のダンワラ古墳から出土したとされる重要文化財「金銀錯嵌珠龍紋鉄鏡」の復元レプリカも展示されている。

## 特別展
2009年11月7日-23日に、日田市出身の筑紫哲也の遺品等を展示する「筑紫哲也が遺したもの展」が開催された。